# 超限归纳法
超限归纳法（英語：Transfinite Induction）是数学归纳法向（大）良序集合比如基數或序数的集合的扩展。

## 超限归纳
假设只要对于所有的{\displaystyle \beta <\alpha }，{\displaystyle P(\beta )}为真，则{\displaystyle P(\alpha )}也为真。那么超限归纳告诉我们{\displaystyle P}对于所有序数为真。
就是说，如果{\displaystyle P(\alpha )}为真只要{\displaystyle P(\beta )}对于所有{\displaystyle \beta <\alpha }为真，则{\displaystyle P(\alpha )}对于所有{\displaystyle \alpha }为真。或者更实用的说：若要证明所有序数{\displaystyle \alpha }都符合性质{\displaystyle P}，你可以假定它对于所有更小的{\displaystyle \beta <\alpha }已经是成立的。
通常证明被分为三种情况：
- 零情况： 证明{\displaystyle P(0)}为真。
- 后继情况： 证明对于任何后继序数{\displaystyle \beta +1}，  {\displaystyle P(\beta +1)}得出自{\displaystyle P(\beta )}（如果需要的话，也假定对于所有 {\displaystyle \alpha <\beta } 有{\displaystyle P(\alpha )}）。
- 极限情况： 证明对于任何极限序数{\displaystyle \lambda }，{\displaystyle P(\lambda )}得出自 [{\displaystyle P(\alpha )}对于所有{\displaystyle \alpha <\lambda }]。

留意，以上三種情況(證明方法)都是相同的，只是所考虑的序数类型不同。正式來說不用分开考慮它们，但在实践時，因為它们的证明過程通常相差很大，所以需要分别表述。在一些情況下，「零情況」會被視為一種「極限情況」，因此可以使用極限序數來證明。

## 超限递归
超限递归是一種构造或定义某种對象的方法，它與超限归纳的概念密切相關。例如，可以定義以序數為下標的集合序列 Aα ，只要指定三个事項：
- {\displaystyle A_{0}}是什么
- 如何确定{\displaystyle A_{\alpha +1}}自{\displaystyle A_{\alpha }}（又或者是從{\displaystyle A_{0}}到{\displaystyle A_{\alpha }}的部分）
- 对于极限序数{\displaystyle \lambda }，如何确定{\displaystyle A_{\lambda }}自{\displaystyle A_{\alpha }}的对于{\displaystyle \alpha <\lambda }的序列。

更形式的说，我们陈述超限递归定理如下。给定函数类{\displaystyle \mathrm {G_{1}} }, {\displaystyle \mathrm {G_{2}} }, {\displaystyle \mathrm {G_{3}} }，存在一个唯一的超限序列{\displaystyle \mathrm {F} }带有{\displaystyle \mathrm {dom} (\mathrm {F} )=Ord}（{\displaystyle Ord} 是所有序数的真类），使得
- {\displaystyle \mathrm {F} (0)=\mathrm {G_{1}} (\varnothing )}
- {\displaystyle \mathrm {F} (\alpha +1)=\mathrm {G_{2}} (\mathrm {F} (\alpha ))}，对于所有 {\displaystyle \alpha \in Ord}
- {\displaystyle \mathrm {F} (\alpha )=\mathrm {G_{3}} (\mathrm {F} \upharpoonright \alpha )}，对于所有极限序數 {\displaystyle \alpha \neq 0}。這裡的{\displaystyle \mathrm {F} \upharpoonright \alpha }是指{\displaystyle \mathrm {F} }在 {\displaystyle \{\beta \in Ord:\beta <\alpha \}}上的限制。

注意我们要求{\displaystyle \mathrm {G_{1}} }, {\displaystyle \mathrm {G_{2}} }, {\displaystyle \mathrm {G_{3}} }的定义域足够广阔来使上述性质有意义。所以满足这些性质的序列的唯一性可以使用超限归纳证明。
更一般的说，你可以在任何良基关系{\displaystyle R}上通过超限递归定义對象。（{\displaystyle R}甚至不需要是集合；它可以是真类，只要它是类似集合的关系便可，也就是说：对于任何 {\displaystyle x}，使得{\displaystyle yRx}的所有{\displaystyle y}的搜集必定是集合。）

## 同选择公理的联系
有一个常见的误解是超限归纳法或超限递归法要求选择公理。其實超限归纳可以应用于任何良序集合。但是常见的情况是使用选择公理来良序排序一个集合，使其適用超限归纳法。